# Mesocrista spitzbergensis
Mesocrista spitzbergensis är en djurart som tillhör fylumet trögkrypare, och som först beskrevs av Ferdinand Richters 1903.  I den svenska databasen Dyntaxa används istället namnet Mesocrista spitzbergense. Mesocrista spitzbergensis ingår i släktet Mesocrista och familjen Hypsibiidae. Arten är reproducerande i Sverige. Inga underarter finns listade i Catalogue of Life.